# Haus Embriaco
Das Haus Embriaco war ein aus Genua stammendes Adelsgeschlecht, das zur Zeit der Kreuzzüge im Heiligen Land einigen Einfluss erlangte.

## Stammliste
1. Wilhelm I. († 1118/1127), genuesischer Admiral, Konsul von Genua
  1. Hugo I. († um 1135), genuesischer Admiral, Herr von Gibelet, ⚭ Adelasia
    1. Wilhelm II. († um 1159), Herr von Gibelet, ⚭ Sancha
      1. Hugo II. († 1179/84), Herr von Gibelet
        1. Hugo III. († um 1196), Herr von Gibelet, ⚭ Stephanie von Milly
          1. Guido I. († nach 1238), Herr von Gibelet, ⚭ Alix von Antiochia († nach 1204)
            1. Maria (* vor 1214)
            2. Heinrich I. († vor 1271), Herr von Gibelet, ⚭ Isabella von Ibelin-Beirut
              1. Guido II. († 1282), Herr von Gibelet, ⚭ Margarethe Garnier von Sidon
                1. Maria († 1331), Herrin von Gibelet, ⚭ Philipp von Ibelin, Seneschall von Zypern
                2. Katharina, ⚭ Johann von Antiochia
                3. Peter Embriaco († nach 1310), Herr von Gibelet, ⚭ I) Douce de Gaurelée, ⚭ II) Agnes Embriaco, Tochter des Bartholomäus Embriaco (X 1289)
                4. Silvester

              2. Johann († 1282), ⚭ Tochter des Hugo l’Aleman († vor 1241)
              3. Balduin († 1282)
              4. Balian († 1313)
              5. Maria  († vor 1290), ⚭ Balian II. Garnier von Sidon (X 1276)

            3. Raimund († nach 1238), Kämmerer von Antiochia
            4. Bertram († nach 1271)
            5. Agnes, ⚭ Bartholomäus von St. Simeon, Herr von Soudin

          2. Hugo († 1205)
          3. Plaisance († 1217) ⚭ Bohemund IV. († 1233), Fürst von Antiochia, Graf von Tripolis
          4. Pavia, ⚭ Garnier l’Aleman († nach 1231)

      2. Raimund († nach 1204), Konstabler von Tripolis
        1. Wilhelm, ⚭ Eva
          1. Johann († um 1262), Marschall von Jerusalem, ⚭ I) Femie von Caesarea, ⚭ II) Johanna von Lanelée
            1. I) Isabella, ⚭ Wilhelm Filangieri
            2. II) Balian
            3. II) Johann
            4. II) Femie, ⚭ Guido von Soissons

      3. Bertram († nach 1217), ⚭ Doleta
        1. Hugo († nach 1264), ⚭ Maria Porcelet
          1. Bertram († ermordet 1258), ⚭ Beatrix von St. Simeon-Soudin
            1. Bartholomäus (X 1289), Regent von Gibelet für Peter Embriaco, ⚭ Helvis von Scandaleon
              1. Bertram (X 1289), Regent von Tripolis ⚭ N.N. von Gibelet
              2. Hugo, ⚭ Katharina von La Roche
              3. Agnes, ⚭ Gauvain von La Roche, ⚭ Peter Embriaco († nach 1310), Herr von Gibelet

            2. Wilhelm († ermordet 1282)
            3. Lucia
            4. Margarethe, ⚭ Balduin von Ibelin († 1313), Herr von Korakou und Vitzada

      4. Wilhelm († nach 1204), ⚭ Fadie von Hierges
        1. Hugo († nach 1220), Herr von Besmedin, ⚭ Agnes von Ham
          1. Raimund († nach 1253), Herr von Besmedin, ⚭ I) Margarethe von Scandalion, ⚭ II) Alix von Soudin
            1. I) Johann (1243 belegt), ⚭ Poitevine von Tripolis
            2. I) Eschiva, ⚭ Raimund Visconte
            3. I) Agnes
            4. II) Hugo († jung)
            5. II) Heinrich († 1310), Herr von Besmedin, ⚭ Margarethe von Morf
              1. Johann († um 1315), ⚭ Margarethe von Le Plessis, Tochter des Jean d’Amiens, genannt du Plessis, und der Maria von Tripolis;
              2. Maria

            6. II) Bertram († jung)
            7. II) Susanne († jung)
            8. II) Maria, ⚭ Guido von Montolif

          2. Wilhelm († vor 1243), ⚭ Anna von Montignac
          3. Adam († um 1198), Herr von Adelon
          4. Agnes, ⚭ Dietrich von Termonde († 1206), Herr von Adelon

      5. Agnes, ⚭ Guermond II., Herr von Bethsan.

    2. N.N.
2. Nikolaus († 1127/1147)
  1. Hugo († 1144/1147)
    1. Wilhelm († nach 1223)

  2. Nikolaus († nach 1154)
    1. Wilhelm († 1210/1213), 1209 Konsul von Genua
      1. Nikolaus († nach 1220), 1213 Konsul von Genua
      2. Philipp, 1216 Konsul von Genua

  3. Oberto  († nach 1144)